# Jonas Gross

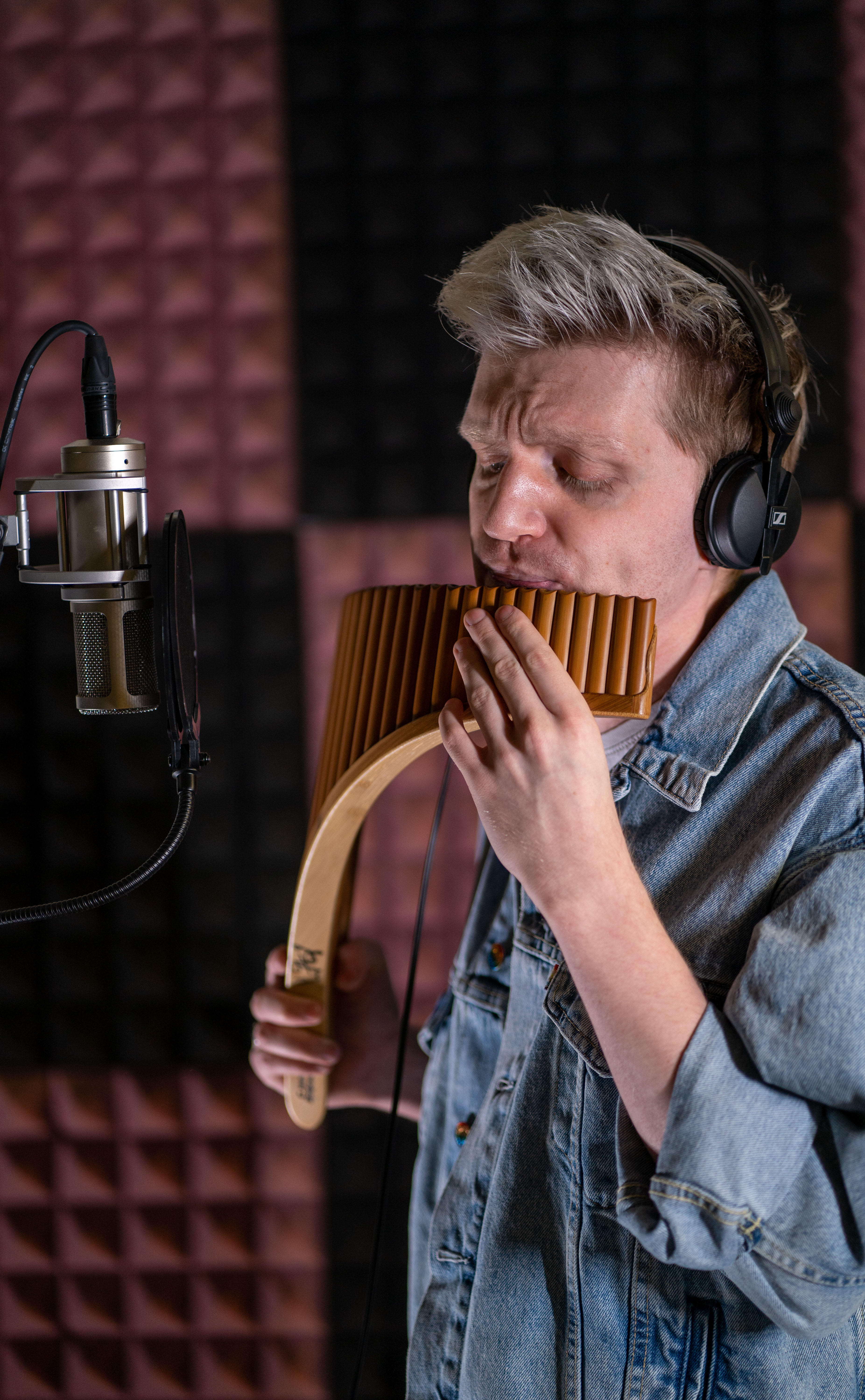
Jonas Gross (2022)

Jonas Gross (* 20. Mai 1996) ist ein Schweizer Panflötist aus Merenschwand im Kanton Aargau.

## Leben
Jonas Gross begann im Alter von neun Jahren Panflöte zu spielen. Auf der Internetplattform YouTube veröffentlichte er erste Cover-Songs und eigene Lieder. Seinen ersten Erfolg feierte er im Dezember 2011 beim Kleinen Prix Walo, wo er in der Kategorie Special Act als Gewinner hervorging. Mit seinem Auftritt in der Volksmusik-Sendung «Alpenrose» des Schweizer Fernsehens hatte er im Mai 2012 seinen ersten grossen Fernsehauftritt. In der Sendung lernte Jonas Gross den Volksmusiker und Produzenten Carlo Brunner kennen, bei welchem er sein erstes Album Wonderworld of Pan aufnahm. Es folgten gemeinsame Konzerte mit dem Panflötisten Edward Simoni und der Alphornsolistin Lisa Stoll, mit welcher er im Oktober 2012 in der Fernsehsendung «Viva Volksmusik» auftrat. 2014 nahm Gross als Solist am Basel Tattoo teil. 2015 trat er zusammen mit dem Christoph Walter Orchestra beim World Band Festival Luzern und mit dem Krokus-Sänger Marc Storace und der Lucerne Concert Band beim Luzerner Weihnachtskonzert im KKL Luzern auf.
Auf internationaler Ebene war Gross in zahlreichen Fernsehsendungen zu sehen, unter anderem in den Schlagersendungen «Beatrice Egli – die grosse Show der Träume» im ARD und «Heiligabend mit Carmen Nebel» im ZDF. 2017 trat er an der unter dem Patronat des Schweizer Generalkonsulats stehenden Swiss Week in Shanghai auf. Gross ist als Mitwirkender auf den Soundtracks des Hörspiels Die Welt von Arven und der beiden Filmprojekte «Glass World Project» und «Camino de Santiago» zu hören.

## Auszeichnungen
- 2011: Kleiner Prix Walo, in der Sparte Special Act

## Diskografie
- Wonderworld of Pan. 2012[15] bei Grüezi Music, produziert von Carlo Brunner
- The Wooden Taste. 2015[16] bei Phonag Records
- Spreeathen. 2019[17] bei iGroove
- True Colors. 2022[18] bei Cloud26